# Akadémiai Kiadó
Akadémiai Kiadó Zrt. – węgierskie wydawnictwo założone przez Węgierską Akademię Nauk. Powstało w 1828 roku, a jego siedziba mieści się w Budapeszcie.